# 奪われた僕たち
『奪われた僕たち』（うばわれたぼくたち）は、2024年4月12日（11日深夜）から5月17日（16日深夜）まで毎日放送の「ドラマフィル」枠にて放送されたテレビドラマ。主演は須賀健太と荒牧慶彦。

## キャスト

### 主要人物
堺洋一（さかい よういち）
演 - 須賀健太
フリーの映像ディレクター。両親は曽田村トマトジュース毒殺事件の被害者。
光見京（みつみ けい）
演 - 荒牧慶彦
ピアノ講師で連続殺人犯。元の名前は「須藤 圭」。

### 周辺人物
竹下壮一（たけした そういち）
演 - 福澤侑
京の同級生。
櫻井幸司（さくらい こうじ）
演 - 志磨遼平
太陽テレビのプロデューサー。
中村佳奈（なかむら かな）
演 - 高田里穂
報道番組「報道24」のキャスター。
千葉信一郎（ちば しんいちろう）
演 - 一條恭輔
太陽テレビのディレクター。
猪熊辰也（いのくま たつや）
演 - 玉城裕規

安達頼人（あだち よりと）
演 - 里中将道

滝沢悠翔（たきざわ はると）
演 - 廣野凌大
京と壮一の同級生。行方不明中。
兼松栄太（かねまつ えいた）
演 - 田中涼星

須藤玲子（すどう れいこ）
演 - 向里祐香
曽田村トマトジュース毒殺事件の加害者。京の実の母。
堺照夫（さかい てるお）
演 - 渡辺哲

## スタッフ
- 企画 - Pasture×KING RECORDS[1][2]
- 脚本 - 我人祥太[1][2]
- 監督 - 針生悠伺、佐藤竜憲、山口雄也[1][2]
- 音楽 - Jaermulk Manhattan
- 主題歌 - ドレスコーズ「キラー・タンゴ」（EVIL LINE RECORDS）[4]
- 挿入歌 - ドレスコーズ
  - 第1話・第4話・最終話 - 「もろびとほろびて」、「スコラ」
  - 第5話 - 「愛に気をつけてね」
- アクション監修 - 相田悠伊知
- アクション監修助手 - 宝華鈴、フルヤヨシ
- ピアノ監修 - 木米真理恵
- ピアノ吹き替え - 瀬沼貴寛
- チーフプロデューサー - 松下卓也、大村恵一、丸山博雄
- プロデューサー - 林玄規、村島亘、安田藍子、宮川宗生
- 制作 - ホリプロ[1][2]
- 製作著作 - 「奪われた僕たち」製作委員会、毎日放送[1][2]

## 放送日程
| 話数             | 放送日  | 監督     |
| ---------------- | ------- | -------- |
| 第1話            | 4月12日 | 針生悠伺 |
| 第2話            | 4月19日 | 針生悠伺 |
| 第3話            | 4月26日 | 山口雄也 |
| 第4話            | 5月03日 | 針生悠伺 |
| 第5話            | 5月10日 | 佐藤竜憲 |
| 第6話 （特別編） | 5月17日 | 山口雄也 |

## 放送局
| 放送期間                | 放送時間                     | 放送局       | 対象地域   | 備考           |
| ----------------------- | ---------------------------- | ------------ | ---------- | -------------- |
| 2024年4月12日 - 5月17日 | 金曜 1:00 - 1:30（木曜深夜） | テレビ神奈川 | 神奈川県   | 29分先行放送。 |
|                         | 金曜 1:29 - 1:59（木曜深夜） | 毎日放送     | 近畿広域圏 | 製作局         |
| 2024年4月16日 - 5月21日 | 火曜 0:00 - 0:30（月曜深夜） | テレビ埼玉   | 埼玉県     |                |
| 2024年4月17日 - 5月22日 | 水曜 0:30 - 1:00（火曜深夜） | 群馬テレビ   | 群馬県     |                |
| 2024年4月18日 - 5月23日 | 木曜 1:00 - 1:30（水曜深夜） | とちぎテレビ | 栃木県     |                |
|                         | 木曜 23:00 - 23:30           | 千葉テレビ   | 千葉県     |                |
| 2024年5月19日 - 6月23日 | 日曜 2:35 - 3:05（土曜深夜） | 北海道テレビ | 北海道     |                |